# 汪华
汪华（587年—649年），歙州登源人，隋朝末年唐朝初年人物。（今绩溪县瀛洲镇大庙汪村）

## 生平
隋末，汪华在歙州起事，占据歙州、宣州、杭州、睦州、婺州、饶州六州。621年，汪华奏表归唐，唐高祖李渊诏汪华总管六州诸军事兼歙州刺史，封上柱国、越国公。贞观二年（628年），汪华入京，为左卫将军。
贞观二十三年（649年），汪华去世。现在汪华墓位于歙县城北。

## 纪念
- 歙县城内乌聊山忠烈庙主庙：已拆除
- 歙县城北云岚山忠唐庙：汪华墓祠
- 绩溪县瀛洲镇大庙汪村忠烈庙（登源祖庙）：俗称“汪公大庙”，前后五进，1977年坍塌
- 休宁县古城岩忠烈庙（万岁山故宫）